# Deutsche Freie-Partie-Meisterschaft 1981/82

Veranstaltungsort: Spiesen-Elversberg

Die Deutsche Freie-Partie-Meisterschaft 1981/82 ist eine Billard-Turnierserie und fand am 7. November 1981 in Elversberg zum 19. Mal statt.

## Geschichte
Der Billard-Verband Saar als lokaler Ausrichter organisierte die Dreiband-Meisterschaft in den Vereinsräumen des BC 1921 Elversberg.
Für die Deutschen Meisterschaften wurde ein neues Spielsystem eingeführt. Erst wurden drei regionale Qualifikationsturniere gespielt. Die jeweiligen Sieger und der Titelverteidiger bestritten das Endturnier.
Dieter Wirtz gewann in Elversberg seinen zweiten Deutschen Meistertitel in der Freien Partie. Im Finale besiegte er seinen Dauerkonkurrenten Klaus Hose mit 2:1 Sätzen. Durch das neue Spielsystem sind die Leistungen nicht mehr mit den Leistungen der Vorjahre zu vergleichen. Platz drei sicherte sich der Dortmunder Hans Wernikowski.

## Modus
Gespielt wurde in den Qualifikationsgruppen bis 400 Punkte oder 10 Aufnahmen. In der Endrunde wurden zwei Gewinnsätze bis 200 Punkte gespielt. Das gesamte Turnier wurde mit Nachstoß gespielt.
Die Endplatzierung ergab sich aus folgenden Kriterien:
1. Matchpunkte
2. Generaldurchschnitt (GD)
3. Höchstserie (HS)

## Turnierverlauf
| #                          | Name                        | MP  | GD    | BED    | HS  |
| -------------------------- | --------------------------- | --- | ----- | ------ | --- |
| 1                          | Klaus Müller (Neunkirchen)  | 6:0 | 53,05 | 133,33 | 391 |
| 2                          | Klaus Bosel (Elversberg)    | 4:2 | 33,41 | 100,00 | 216 |
| 3                          | Willi Steinberger (Kempten) | 2:4 | 50,37 | 50,00  | 272 |
| 4                          | Gerd Hassmann (Neunkirchen) | 0:6 | 11,80 | –      | 084 |
| Turnierdurchschnitt: 35,33 |                             |     |       |        |     |

| MP    | Match Punkte (Sieger = 2; Unentschieden = 1; Verlierer = 0) |
| SV    | Satzverhältnis (nur bei Turnieren im Satzsystem)            |
| Pkte. | Erzielte Karambolagen                                       |
| Aufn. | benötigte Aufnahmen                                         |
| GD    | Generaldurchschnitt                                         |
| MGD   | Mannschafts-Generaldurchschnitt                             |
| BED   | Bester Einzeldurchschnitt eines Spielers                    |
| BEMD  | Bester Einzeldurchschnitt einer Mannschaft                  |
| BSD   | Bester Satzdurchschnitt eines Spielers                      |
| HS    | Höchstserie                                                 |
| WRP   | Weltranglistenpunkte                                        |

| #                          | Name                         | MP  | GD     | BED    | HS  |
| -------------------------- | ---------------------------- | --- | ------ | ------ | --- |
| 1                          | Dieter Wirtz (Duisburg)      | 6:0 | 200,00 | 400,00 | 400 |
| 2                          | Thomas Wildförster (Velbert) | 4:2 | 47,88  | 50,00  | 321 |
| 3                          | Volker Simanowski (Velbert)  | 2:4 | 48,50  | 80,00  | 214 |
| 4                          | Helmut Reinowski (Essen)     | 0:6 | 17,93  | –      | 189 |
| Turnierdurchschnitt: 56,64 |                              |     |        |        |     |

| MP    | Match Punkte (Sieger = 2; Unentschieden = 1; Verlierer = 0) |
| SV    | Satzverhältnis (nur bei Turnieren im Satzsystem)            |
| Pkte. | Erzielte Karambolagen                                       |
| Aufn. | benötigte Aufnahmen                                         |
| GD    | Generaldurchschnitt                                         |
| MGD   | Mannschafts-Generaldurchschnitt                             |
| BED   | Bester Einzeldurchschnitt eines Spielers                    |
| BEMD  | Bester Einzeldurchschnitt einer Mannschaft                  |
| BSD   | Bester Satzdurchschnitt eines Spielers                      |
| HS    | Höchstserie                                                 |
| WRP   | Weltranglistenpunkte                                        |

| #                          | Name                        | MP  | GD    | BED    | HS  |
| -------------------------- | --------------------------- | --- | ----- | ------ | --- |
| 1                          | Hans Wernikowski (Dortmund) | 6:0 | 75,00 | 133,33 | 224 |
| 2                          | Paul Kimmeskamp (Bochum)    | 4:2 | 58,84 | 50,00  | 314 |
| 3                          | Wolfgang Kuhnke (Bochum)    | 2:4 | 26,22 | 40,00  | 169 |
| 4                          | Lothar Neuhaus (Dortmund)   | 0:6 | 14,90 | –      | 100 |
| Turnierdurchschnitt: 39,92 |                             |     |       |        |     |

| MP    | Match Punkte (Sieger = 2; Unentschieden = 1; Verlierer = 0) |
| SV    | Satzverhältnis (nur bei Turnieren im Satzsystem)            |
| Pkte. | Erzielte Karambolagen                                       |
| Aufn. | benötigte Aufnahmen                                         |
| GD    | Generaldurchschnitt                                         |
| MGD   | Mannschafts-Generaldurchschnitt                             |
| BED   | Bester Einzeldurchschnitt eines Spielers                    |
| BEMD  | Bester Einzeldurchschnitt einer Mannschaft                  |
| BSD   | Bester Satzdurchschnitt eines Spielers                      |
| HS    | Höchstserie                                                 |
| WRP   | Weltranglistenpunkte                                        |

### Finalrunde
| Name             | MP  | SP  | 1. Satz | 2. Satz | 3. Satz | Pkte. | Aufn. | GD     | BSD    | HS  |
| ---------------- | --- | --- | ------- | ------- | ------- | ----- | ----- | ------ | ------ | --- |
| Halbfinale       |     |     |         |         |         |       |       |        |        |     |
| Klaus Hose       | 2:0 | 4:0 | 200(2)  | 200(1)  |         | 400   | 3     | 133,33 | 200,00 | 200 |
| Klaus Müller     | 0:2 | 0:4 | 10(2)   | 2(1)    |         | 12    | 3     | 4,00   | –      | 9   |
| Dieter Wirtz     | 2:0 | 4:0 | 200(4)  | 200(2)  |         | 400   | 6     | 66,66  | 100,00 | 200 |
| Hans Wernikowski | 0:2 | 0:4 | 147(4)  | 51(2)   |         | 198   | 6     | 33,00  | -      | 141 |
| Spiel um Platz 3 |     |     |         |         |         |       |       |        |        |     |
| Klaus Müller     | 0:2 | 0:4 | 0(1)    | 108(7)  |         | 108   | 8     | 13,50  | –      | 70  |
| Hans Wernikowski | 2:0 | 4:0 | 200(1)  | 200(7)  |         | 400   | 8     | 50,00  | 200,00 | 200 |
| Finale           |     |     |         |         |         |       |       |        |        |     |
| Klaus Hose       | 0:2 | 2:4 | 4(2)    | 200(1)  | 0(2)    | 202   | 5     | 40,40  | 200,00 | 200 |
| Dieter Wirtz     | 2:0 | 4:2 | 200(2)  | 0(1)    | 200(2)  | 400   | 5     | 80,00  | 200,00 | 200 |

### Abschlusstabelle
| MP    | Match Points (Sieger = 2; Unentschieden = 1; Verlierer = 0) |
| Pkte. | Erzielte Karambolagen                                       |
| Aufn. | Benötigte Versuche                                          |
| GD    | Generaldurchschnitt                                         |
| BED   | Bester Einzeldurchschnitt eines Spielers                    |
| HS    | Höchstserie                                                 |
|       | Bester GD des Turniers                                      |
|       | Bester ED des Turniers                                      |
|       | Beste HS des Turniers                                       |
|       | 1. Platz (Gold)                                             |
|       | 2. Platz (Silber)                                           |
|       | 3. Platz (Bronze)                                           |

| Endklassement              | Endklassement               | Endklassement | Endklassement | Endklassement | Endklassement | Endklassement | Endklassement | Endklassement | Endklassement |
| Platz                      | Name                        | MP            | SP            | Pkt.          | Aufn.         | GD            | BED           | BSD           | HS            |
| -------------------------- | --------------------------- | ------------- | ------------- | ------------- | ------------- | ------------- | ------------- | ------------- | ------------- |
| 1                          | Dieter Wirtz (Duisburg)     | 4:0           | 8:2           | 800           | 11            | 72,72         | 80,00         | 200,00        | 363           |
| 2                          | Klaus Hose (Bochum)         | 2:2           | 6:4           | 604           | 8             | 75,50         | 133,33        | 200,00        | 400           |
| 3                          | Hans Wernikowski (Dortmund) | 2:2           | 4:4           | 598           | 14            | 42,71         | 50,00         | 200,00        | 234           |
| 4                          | Klaus Müller (Neunkirchen)  | 0:4           | 0:8           | 120           | 11            | 10,90         | –             | –             | 70            |
| Turnierdurchschnitt: 48,22 |                             |               |               |               |               |               |               |               |               |